# Districte de Klatovy
El districte de Klatovy - (txec) Okres Klatovy - és un districte de la regió de Plzeň, a la República Txeca. La capital és Klatovy.

## Llista de municipis
Běhařov -
Běšiny -
Bezděkov -
Biřkov -
Bolešiny -
Břežany -
Budětice -
Bukovník -
Čachrov -
Černíkov -
Červené Poříčí -
Chanovice -
Chlistov -
Chudenice -
Chudenín -
Číhaň -
Čímice -
Dešenice -
Dlažov -
Dlouhá Ves -
Dobršín -
Dolany -
Domoraz -
Dražovice -
Frymburk -
Hamry -
Hartmanice -
Hejná -
Hlavňovice -
Hnačov -
Horažďovice -
Horská Kvilda -
Hrádek -
Hradešice -
Janovice nad Úhlavou -
Javor -
Ježovy -
Kašperské Hory -
Kejnice -
Klatovy -
Klenová -
Kolinec -
Kovčín -
Křenice -
Kvášňovice -
Lomec -
Malý Bor -
Maňovice -
Měčín -
Mezihoří -
Mlýnské Struhadlo -
Modrava -
Mochtín -
Mokrosuky -
Myslív -
Myslovice -
Nalžovské Hory -
Nehodiv -
Nezamyslice -
Nezdice na Šumavě -
Nýrsko -
Obytce -
Olšany -
Ostřetice -
Pačejov -
Petrovice u Sušice -
Plánice -
Podmokly -
Poleň -
Prášily -
Předslav -
Rabí -
Rejštejn -
Slatina -
Soběšice -
Srní -
Strašín -
Strážov -
Sušice -
Svéradice -
Švihov -
Tužice -
Týnec -
Újezd u Plánice -
Velhartice -
Velké Hydčice -
Velký Bor -
Vrhaveč -
Vřeskovice -
Zavlekov -
Zborovy -
Železná Ruda -
Žihobce -
Žichovice